# Barbara Guest

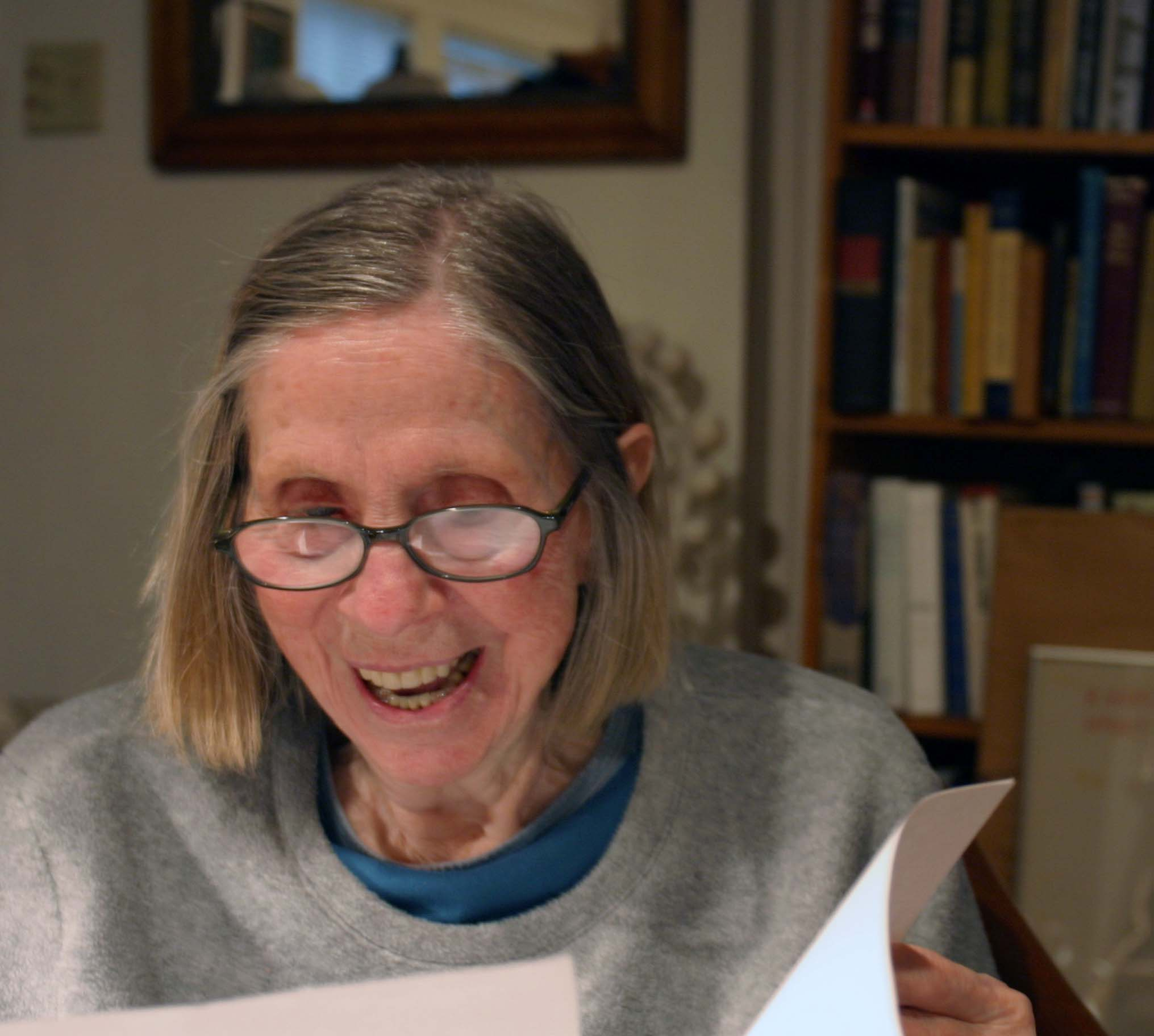
Barbara Guest, 2003

Barbara Guest (* 6. September 1920 in North Carolina; † 15. Februar 2006; geborene Barbara Ann Pinson) war eine US-amerikanische Lyrikerin, Schriftstellerin und Kunstkritikerin, die oft mit der New York School assoziiert wird. 
Sie wurde in North Carolina geboren und wuchs in Kalifornien auf. Guest studierte an der University of California in Berkeley und schloss dort 1943 mit dem B.A. ab. Sie lebte lange Zeit in New York, wo sie mit Frank O’Hara, John Ashbery, James Schuyler und Kenneth Koch zu den Dichtern der New York School gehörte. Bekannt ist sie auch als Autorin einer Biografie der Dichterin H.D., Herself Defined: The Poet H.D. and Her World (1984). 1999 wurde sie  von der Poetry Society of America mit der Frost Medal for Lifetime Achievement ausgezeichnet. Zuletzt lebte sie wieder in Berkeley, wo sie 2006 verstarb.

## Bibliografie / Werke
- The Location of Things (Tibor de Nagy, 1960)
- Poems: The Location of Things, Archaics, The Open Skies (Doubleday & Company, 1962)
- The Open Skies (1962)
- The Blue Stairs (Corinth Books, 1968)
- Moscow Mansions (Viking, 1973)
- The Countess from Minneapolis (Burning Deck Press, 1976)
- Seeking Air (Black Sparrow Books, 1977; Neuauflage: Sun & Moon Press, 1997)
- The Türler Losses (Montréal: Mansfield Book Mart, 1979)
- Biography (Burning Deck, 1980)
- Quilts (Vehicle Edition, 1981)
- Herself Defined: The Poet H. D. and Her World (Doubleday & Company, 1984)
- Fair Realism (Sun & Moon Press, 1989)
- Musicality (1988)
- Defensive Rapture (Sun & Moon Press, 1993)
- Selected Poems (Sun & Moon Press, 1995)
- Quill, Solitary Apparition (The Post-Apollo Press, 1996)
- Seeking Air (Sun & Moon Press, 1997)
- Etruscan Reader VI (mit Robin Blaser und Lee Harwood) (1998)
- Rocks on a Platter (Wesleyan University Press, 1999)
- If So, Tell Me (Reality Street Editions, Großbritannien, 1999)
- The Confetti Trees (Sun & Moon, 1999)
- Symbiosis (Kelsey Street Press, 2000)
- Miniatures and Other Poems (Wesleyan University Press, 2002) ISBN 9780819565969
- Forces of Imagination: Writing on Writing (Kelsey Street Press, 2003) ISBN 9780932716613
- Durer in the Window: Reflexions on Art (Roof Books, 2003) ISBN 9781931824040
- The Red Gaze (Wesleyan University Press, 2005) ISBN 9780819567505
- The Collected Poems of Barbara Guest (Wesleyan University Press, 2008) ISBN 9780819568601

## Übersetzungen
Fallschirme Geliebter: Ausgewählte Gedichte. Zweisprachig (luxbooks, Wiesbaden, 2008) ISBN 9783939557241